# Třída Sindhughosh
Třída Sindhughosh (jinak též projekt 877EKM) je třída diesel-elektrických ponorek Indického námořnictva, představujících exportní variantu sovětského projektu 877 (jinak též třída Kilo). Postaveno bylo celkem 10 ponorek. INS Sindhurakshak byla roku 2013 vyřazena kvůli poškození způsobeném výbuchem a následným rozsáhlým požárem. Jediným zahraničním uživatelem třídy je Myanmar.

## Pozadí vzniku
V letech 1986–2000 bylo Indii dodáno celkem 10 jednotek této třídy. Všechny postavily ruské loděnice.
Jednotky třídy Sindhughosh:
| Jméno               | Založení kýlu | Spuštěna      | Vstup do služby                                   | Status |
| ------------------- | ------------- | ------------- | ------------------------------------------------- | --- |
| Sindhugosh (S55)    | 1983          | červenec 1985 | 25. listopadu 1985 (SSSR) 30. dubna 1986 (Indie)  | Ruské označení B-888. V letech 2002–2005 modernizace na Project 08773. Aktivní.                                          |
| Sindhudhvaj (S56)   | 1986          | červenec 1986 | 25. listopadu 1986 (SSSR) 12. června 1987 (Indie) | Ruské označení B-898. Vyřazena 16. července 2022.                                                                        |
| Sindhuraj (S57)     | 1985          | duben 1987    | 2. září 1987 (SSSR) 20. října 1987 (Indie)        | Ruské označení B-890. V letech 1999–2001 modernizace na Project 08773. Aktivní.                                          |
| Sindhuvir (S58)     | 1987          | září 1987     | 25. prosince 1987 (SSSR) 26. srpna 1988 (Indie)   | Ruské označení B-860. Modernizována a darována myanmarskému námořnictvu, přejmenována na UMS Minye Theinkhathu. Aktivní. |
| Sindhuratna (S59)   | 1986          | červenec 1987 | 15. srpna 1988 (SSSR) 22. prosince 1988 (Indie)   | Ruské označení B-803. V letech 2000–2002 modernizace na Project 08773. Aktivní.                                          |
| Sindhukesari (S60)  | 1988          | srpen 1988    | 29. listopadu 1988 (SSSR) 16. února 1989 (Indie)  | Ruské označení B-804. V letech 1999–2001 modernizace na Project 08773. Aktivní.                                          |
| Sindhukirti (S61)   | 1989          | srpen 1989    | 30. října 1989 (SSSR) 4. ledna 1990 (Indie)       | Ruské označení B-468. V letech 2007–2015 modernizace na Project 08773. Aktivní.                                          |
| Sindhuvijay (S62)   | 1990          | červenec 1990 | 27. října 1990 (SSSR) 8. března 1991 (Indie)      | Ruské označení B-597. V letech 2005–2008 modernizace na Project 08773. Aktivní.                                          |
| Sindhurakshak (S63) | 1995          | červen 1997   | 2. října 1997 (Rusko) 24. prosince 1997 (Indie)   | Ruské označení B-582. V letech 2010–2013 modernizace na Project 08773. Dne 14. srpna 2013 zničena explozí.               |
| Sindhushastra (S65) |               | říjen 1999    | 16. července 2000                                 | Aktivní. |

## Konstrukce

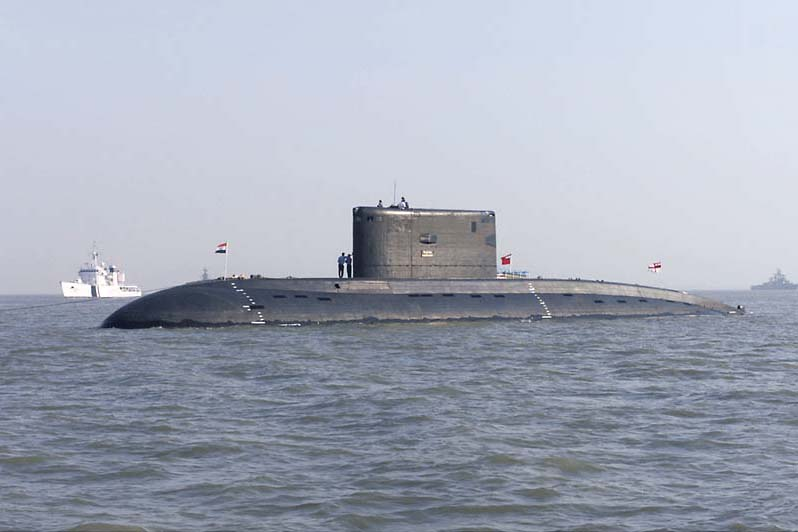
INS Sindhurakshak (S63) – právě tato ponorka byla v srpnu 2013 těžce poškozena výbuchem

Výzbroj ponorek tvoří šest 533mm torpédometů. Z nich mohou být odpalována torpéda či vypouštěny námořní miny. Neseno může být 18 torpéd či 24 min. Poslední dodaná ponorka Sindhushastra nese protilodní střely 3M-54E s dosahem 220 km, přičemž část již postavených lodí je pro jejich vypouštění upravována. Pohonný systém tvoří dva diesely a jeden elektromotor. Nejvyšší rychlost je 10 uzlů na hladině a 17 uzlů pod hladinou.

## Operační služba

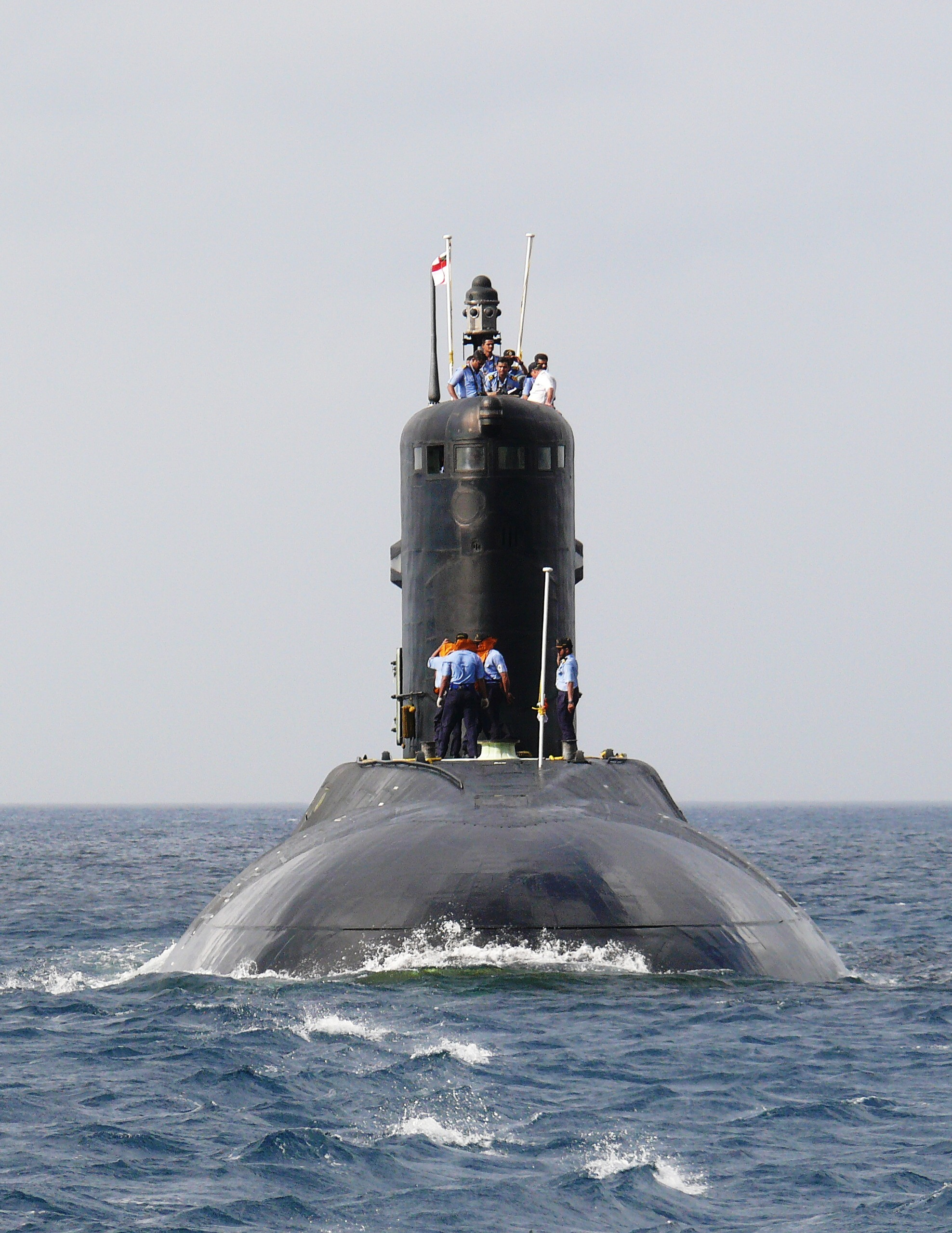
Sindhuvijay (S62)

Dne 14. srpna 2013 došlo na palubě Sindhurakshak kotvící Bombaji k výbuchu a rozsáhlému požáru. Ponorka se potopila, přičemž zahynulo 18 osob. Poškozena byla rovněž vedle kotvící sesterská ponorka INS Sindhuratna. V červnu 2014 byl vrak vyzvednut, ale případná oprava se ukázala jako neekonomická. Ponorka proto bude vyřazena.

## Zahraniční uživatelé
Myanmar (Barma)
Myanmarské námořnictvo v roce 2020 získalo darem indickou ponorku UMS Minye Theinkhathu (ex Sindhuvir, S58). Stalo se tak po dokončení modernizace, kterou ponorka procházela od roku 2017 v loděnici Hindustan Shipyard Ltd. Od 15. října 2020 se ponorka Minye Theinkhathu účastnila námořního cvičení Bandoola.